# 오오카와라 쿠니오
오오카와라 쿠니오(일본어: 大河原邦男, おおかわら くにお)는 애니메이션 작품의 일본 최초의 전문 메카닉 디자이너이다. 《기동전사 건담》에 등장하는 모빌 슈트의 디자인으로 잘 알려져 있다. 도쿄도 이나기시 출신이며, 아들은 애니메이터인 오오카와라 사토시이다.
성은 흔히 "오오카와라"로 발음하거나 표기를 하는데, 자필 일러스트에 들어가는 사인은 "K. Okawara"이다.

## 작품
- 독수리 오형제
- 타임 보칸
- 얏타맨
- 합신전대 메칸더 로보
- 기동전사 건담
- 터무니없는 전사 무테킹
- 장갑기병 보톰즈
- 출동! 러쉬맨
- 기동전사 Z 건담
- 기동전사 건담 ZZ
- 장갑기병 보톰즈
- 슈퍼 씽씽캅
- 슈퍼 그랑죠
- 기동전사 건담 0080 주머니 속의 전쟁
- 태양의 용자 파이버드
- 기동전사 건담 F91
- 기동전사 건담 0083 스타더스트 메모리
- 전설의 용자 다간
- 용자특급 마이트가인
- 기동전사 V 건담
- 용자경찰 제이데커
- 기동무투전 G 건담
- 황금용자 골드런
- 신기동전기 건담 W
- 용자지령 다그온
- 기동전사 건담 제08MS소대
- 기동신세기 건담 X
- 신기동전기 건담 W Endless Waltz
- 용자왕 가오가이가
- 턴에이 건담
- 기동전사 건담 SEED
- 기동전사 건담 SEED DESTINY
- 기동전사 Z 건담
- 기동전사 건담 SEED C.E.73 STARGAZER
- 기동전사 건담 더블 오
- 기동전사 건담 UC
- 월드 오브 탱크

## 같이 보기
- 기동전사 건담
- 메카닉 디자인